# الأحلام في علم النفس التحليلي

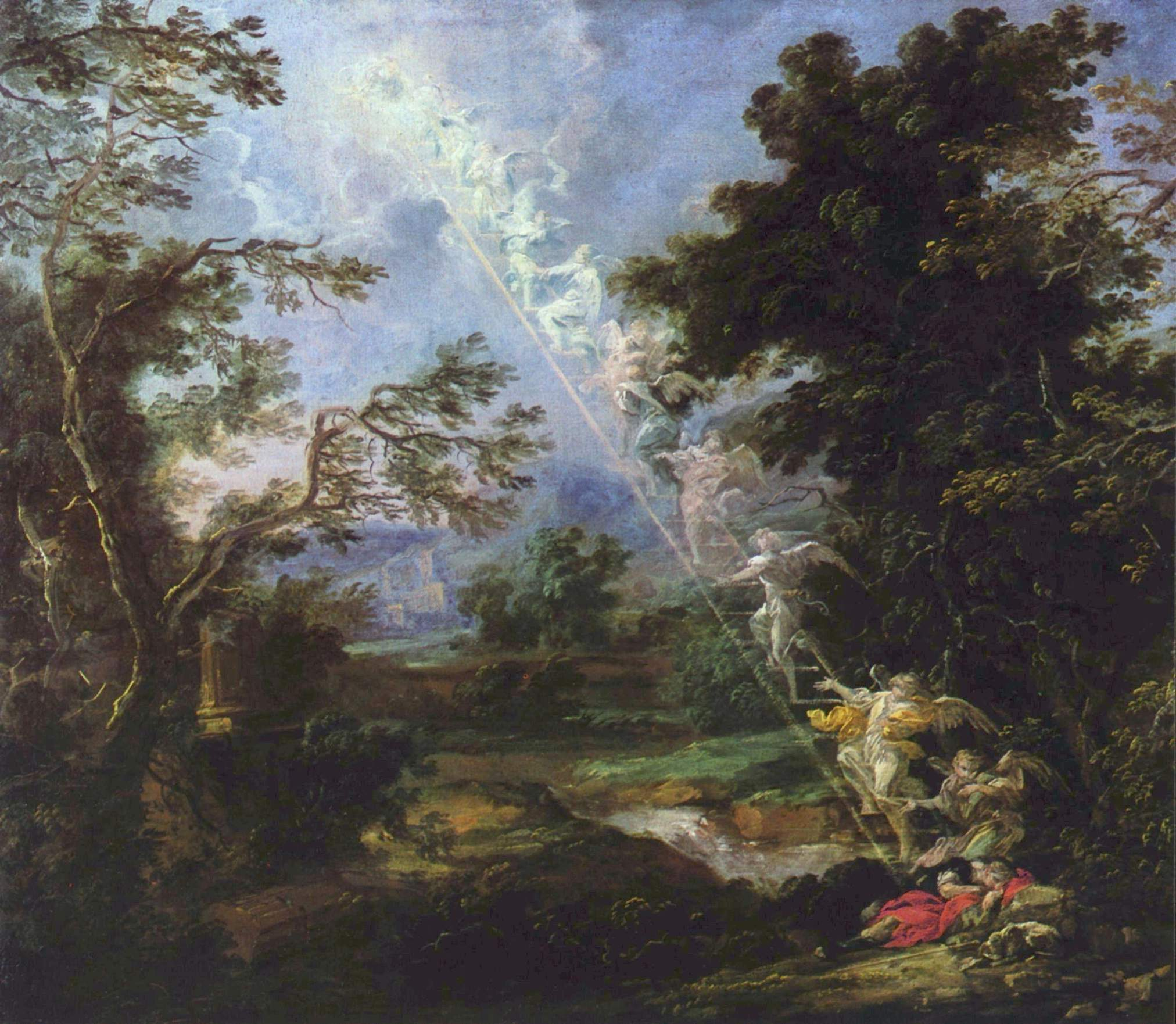
مايكل لوكاس ليوبولد ويلمان، منظر طبيعي لحلم يعقوب، حوالي 1691م

علم نفس الأحلام هو مجال بحث علمي خاص في علم النفس. في علم النفس التحليلي، كما في التحليل النفسي عمومًا، تُعتبر الأحلام «الطريق الملكي» لفهم محتوى العقل الباطن (اللاوعي).
مع ذلك، بالنسبة للطبيب النفسي السويسري كارل يونغ، يختلف تفسير الأحلام ووظيفتها في علم النفس عن منظور فرويد. يشرح يونغ أن «الوظيفة العامة للأحلام هي محاولة إعادة تأسيس توازننا النفسي عن طريق محتوى الحلم الذي يعيد، بطريقة ماهرة، تشكيل التوازن الكلي لنفسيتنا بأكملها. وهذا ما يسميه الدور التكميلي (أو التعويضي) للأحلام في تكويننا النفسي». بهذا المعنى، تلعب الأحلام دورًا في تنمية الشخصية، في نفس الوقت الذي تربط فيه الذات بالمخزون التخيلي الواسع وهو العقل الباطن الجماعي. وفقًا للمحلل توماس بي. كيرش، «يعتبر يونغ الحلم ظاهرة نفسية طبيعية وعادية، تصف الحالة الداخلية للحالم [وتحولها] إلى صورة ذاتية عفوية، ترمز إلى الوضع الحالي لعقله الباطن».
قدم يونغ وأتباعه، مثل ماري لويز فون فرانز (التي تُعتبر الأحلام بالنسبة لها «صوت الغريزة الإنسانية») وجيمس هيلمان، مساهمة كبيرة في علم الأحلام. اقترح كارل غوستاف يونغ قراءة مزدوجة للحلم من حيث الموضوعية والذاتية، ومثل الحلم كعملية درامية ذات مراحل تسلط الضوء على معناه، الذي دائمًا ما يكون متفردًا ولكنه قد يخضع للقضايا الثقافية والعالمية. تسمح طريقته في التفسير، التي تتمثل بمصطلح «التضخيم»، بمقارنة رسائل الأحلام بالأساطير والمنتجات الثقافية من جميع العصور. درست ماري لويز فون فرانز رموز الأحلام، بينما اهتم جيمس هيلمان أكثر بما يمثله هذا العالم الآخر للحالم.
باعتبار الأحلام مسرحًا ليليًا للرموز، تعد بالنسبة ليونغ نتاجًا طبيعيًا للعقل الباطن، بالإضافة إلى كونها مركز تحول الشخصية والطريق إلى ما يسميه يونغ «التفرد». لذلك، يقع الحلم في قلب العلاج النفسي اليونغي، والذي يهدف من خلال دراسته ومفهوم التضخيم إلى ربط فكرة كل حلم بالخيال البشري، وبذلك، تفسير معناه بالنسبة للحالم.

## الأحلام في علم النفس التحليلي
في علم النفس التحليلي، الحلم هو عملية طبيعية نابعة من العقل الباطن. على هذا النحو، يشمل العديد من الوظائف، والتي يستكشفها يونغ في عملين رئيسيين: مانز ديسكوفيري أوف هيز سول (اكتشاف الإنسان لروحه) وأون ذا إنتربريتيشن أوف دريمز (حول تفسير الأحلام). وفقًا لجاك مونتانجر، يعتبر يونغ الحلم أنه «عضو للمعلومات والتحكم وهو ذو وظيفة مزدوجة»: وظيفة تعويضية ووظيفية مستقبلية، بالإضافة إلى كونه منظمًا فسيولوجيًا.

### الوظيفة الفسيولوجية
في كتاباته الأولية عن الأحلام، أخذ يونغ المنفعة البيولوجية والفسيولوجية للأحلام في الاعتبار. تحدث عن «الأوتوماتيكية الوظيفية التي تتحدد بالضرورة مبرراتها، تمامًا مثل التفاعلات الخلوية» خلال سير الحلم. تُمكّن بعض الأحلام الجسم من التعبير عن حالات الحمى أو المرض، وتنذر باضطرابات بيولوجية مستقبلية. في الواقع، قد يكون للأحلام أسباب جسدية، وهي حقيقة اعترف بها الطب التقليدي والشاماني، ومؤخرًا، علم النفس التجريبي، وفقًا ليونغ. بالمثل، يمكن لبعض الأحداث المادية والبيئية، مثل الضوضاء والحرارة والبرودة، أن تحرض الأحلام. أخيرًا، بعض الأحلام لها محتوى صادم لا يمكن نسيانه، إذ تشكل «محاولة العقل الباطن لإدماج الصدمة مع النفس».

### وظيفة التوازن النفسي التعويضية
وفقًا ليونغ، الوظيفة الرئيسية للأحلام هي المساهمة في التوازن النفسي، تمامًا كما تساهم في التوازن البيولوجي. مستذكرًا دور التعويض الذي ذكره ألفرد أدلر، يلاحظ أنه ليس كل ما نختبره خلال اليوم يصل إلى وعينا. تبقى بعض الظواهر خارج حيز الشعور. في الأحلام، يمكن تمثيل الجانب الخفي اللاواعي لمفهومٍ ما ضمن صور. تتكون النفس البشرية من أجزاء واعية وغير واعية، يُعبر عن الأخيرة منها في الأحلام، التي تربطها معًا للحفاظ على التوازن النفسي. لاستعادة الاستقرار العقلي وحتى الفسيولوجي (يتحدث يونغ عن «الوظيفة البيولوجية التعويضية» للأحلام)، يجب ربط الوعي واللاوعي بشكل متكامل، لضمان تطورهما بالتوازي. توجد هذه الوظيفة التعويضية في كل أرجاء نظريته.
في كتابه حول تفسير الأحلام، يميز جونغ أربعة معاني لسير الحلم من حيث وظيفته في التوازن النفسي. أولًا، يمثل رد فعل العقل الباطن تجاه موقف واعي، وبذلك، يتفاعل إما عن طريق استرجاع المحتوى اليومي أو التعويض عنه. ثانيًا، يكشف الحلم عن حالة ناشئة حول الصراع ما بين الوعي والعقل الباطن. من خلال التعويض، يمثل الحلم ميل العقل الباطن لتغيير الموقف الواعي. أخيرًا، لا علاقة لعمليات العقل الباطن المتأصلة في الحلم على الإطلاق بالحالة الواعية. يمثل مفهوم يونغ عن العقل الباطن الأحلام بأنها «رُسُل لا غنى عنها، تنقل المعلومات من الجزء الغريزي إلى الجزء العقلاني من العقل البشري». لتمثيل هذا الجزء الغريزي غير العقلاني، يأخذ يونغ في الاعتبار العلاقة بين العقل الباطن الشخصي والأسس الجماعية للخيال البشري. بالنسبة له، ينتج هذا العقل الباطن الجماعي معنىً ويعوض عن موقف الأنا (الغرور)، بهدف الحفاظ على التوازن النفسي أو إعادة تأسيسه؛ في الواقع، «الحلم هو تمثيل ذاتي عفوي ورمزي للوضع الحالي للعقل الباطن». بالنسبة ليونغ، الحلم هو تعبير عن الموقف النفسي العام، والذي يعد تمثيلًا للحالة اللحظية للوعي بقدر ما هو للبعد الجماعي للعقل الباطن، ما يجعله منظمًا للطاقة يعوض عن الحياة خلال اليوم.